# Lycaena arcus
Lycaena arcus är en fjärilsart som beskrevs av Rott. Lycaena arcus ingår i släktet Lycaena och familjen juvelvingar. Inga underarter finns listade i Catalogue of Life.